# Gusch Katif
Gusch Katif (hebräisch גוש קטיף  Block der Ernte) war ein Block von sechzehn israelischen Siedlungen im Süden des Gazastreifens.
Im Rahmen des Rückzugs Israels aus dem Gazastreifen wurden die Siedlungen im August 2005 vollständig geräumt; die israelische Armee begann nach der Evakuierung der Siedlungen umgehend mit dem Abriss der Häuser. Die geräumten Flächen wurden in den folgenden Monaten an die Palästinenser übergeben.
Außer im Gusch Katif gab es im Gazastreifen noch weitere jüdische Siedlungen: Drei Siedlungen (Elei Sinai, Dugit und Nisanit) lagen am Nordrand des Gazastreifens direkt an der Waffenstillstandslinie von 1949, eine weitere (Netzarim) etwa in der Mitte des Gazastreifens und isoliert etwas nordöstlich des Gusch Katif lag Kfar Darom.
Ein Museum in Jerusalem zeigt die Geschichte des Gusch Katif.

## Lage
Der Block grenzte im Süden an die palästinensische Stadt Rafah und das Flüchtlingslager Tall as-Sultan, im Osten an Chan Yunis, im Norden an landwirtschaftlich genutztes Gebiet. Im Westen an einen unbesiedelten Strandabschnitt mit Dünen, die Gusch Katif vom Mittelmeer trennten. Eine Besonderheit bildete die Siedlung Al Mawasi. Diese palästinensische Siedlung befand sich als Exklave innerhalb des jüdischen Siedlungsblocks. Seine Einwohner konnten die eigene Stadt nur zu bestimmten Zeiten verlassen und lebten laut Berichten der Menschenrechtsorganisation B’Tselem wie "Gefangene".
Wie alle Siedlungen des Gaza-Streifens wurden auch die Orte von der Regionalverwaltung Hof Aza verwaltet.

## Siedlungen

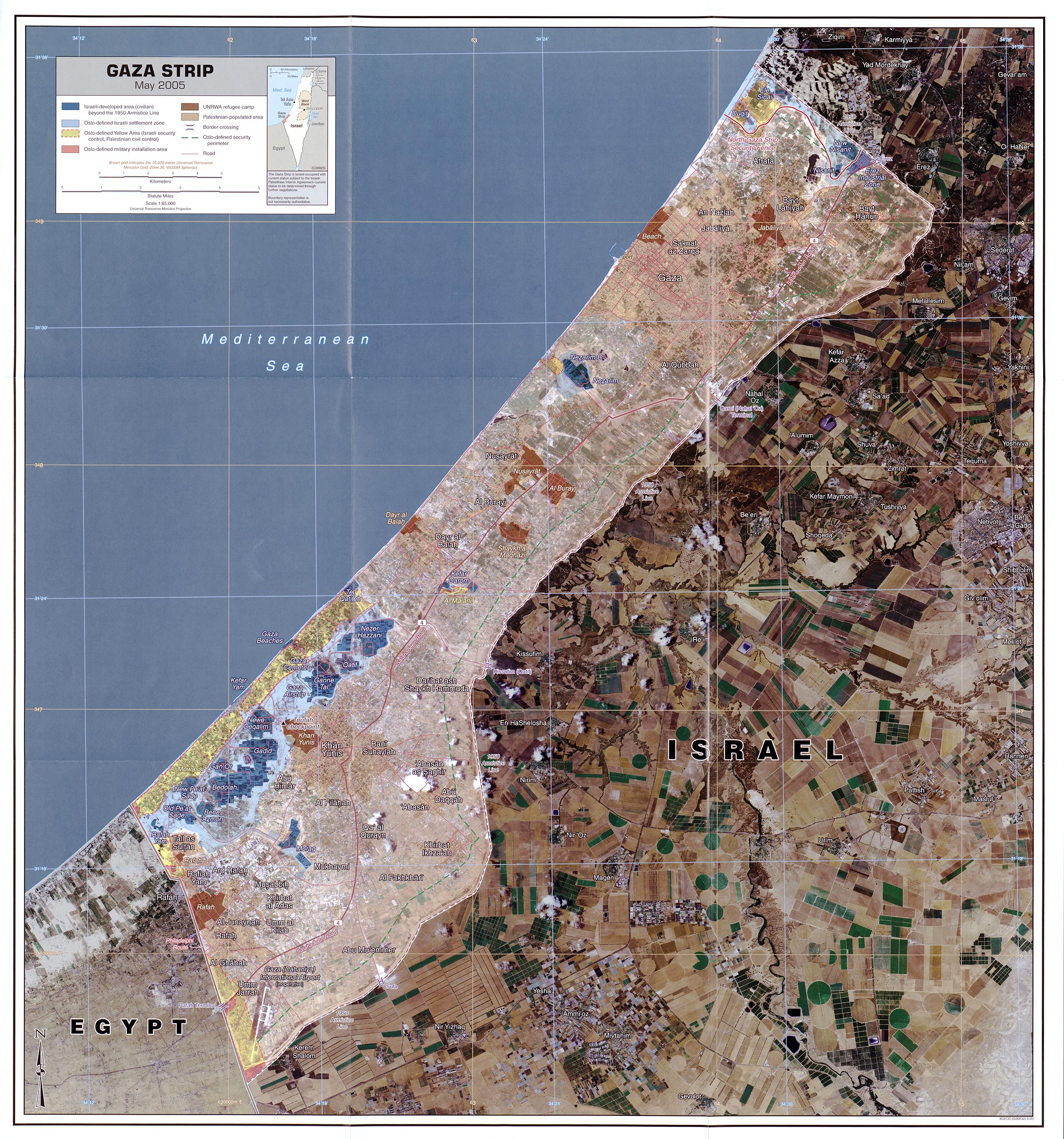
Satellitenbild des Gazastreifens, Gusch Katif (Qatif) im Südwesten, blau markiert

Der Siedlungsblock Gusch Katif bestand aus den folgenden Siedlungen:

### Bnei Atzmon
Bnei Atzmon, hebräisch בני עצמון, wurde ursprünglich 1979 auf der Sinai-Halbinsel in der Regionalverwaltung Jamit als Atzmona gegründet. Nach Unterzeichnung des Israelisch-ägyptischen Friedensvertrages wurde die Siedlung 1982 in den Gazastreifen verlegt und in Bnei Atzmon (Sohn des Atzmon) umbenannt. Bnei Atzmon war ein Moschaw von Anhängern des Orthodoxen Judentums.
In der genossenschaftlichen Siedlung wurden auf mehr als 50 km² Feldfrüchte angebaut und Puten gezüchtet. Daneben gab es die zweitgrößte israelische Gärtnerei für Zimmerpflanzen und eine Fabrik zur Herstellung von Reinigungsmitteln.
Zuletzt war Bnei Atzmon die Heimat von etwa 90 Familien, bestehend aus 646 Personen. Die Einwohner der Siedlung wurde im August 2005 ohne aktiven oder passiven Widerstand evakuiert.

### Gadid
Gadid, hebräisch גדיד, wurde 1982 von orthodoxen französischen Juden, Angehörige von Bnei Akiva gegründet. In dem Moschav wurden in Gewächshäusern Blattgemüse, Tomaten, Blumen und Kräuter angebaut. Außerdem beherbergte Gadid seit 1999 eine Absorptionszentrum für Neueinwanderer aus Frankreich und ein Kurzentrum für pflanzliche Heilmittel.
Die Bewohner von Gadid wurden am 9. August 2005 gewaltsam von der israelischen Armee und der israelischen Polizei evakuiert. Ihre Häuser wurden zerstört. Zuletzt wohnten in Gadid etwa sechzig Familien.

### Gan Or
Gan Or, hebräisch גן אור, wurde im Jahr 1980 als orthodoxer Moschaw gegründet. Der Name bedeutet Garten des Lichts. Die Gründer waren Absolventen des Hesder Programms und der Jugendorganisation Bne Akiwa. 1983 wurde der Moschaw an seinen neuen Standort verlegt.
Gan Or wurde offiziell am 18. August 2005 von der israelischen Armee und der israelischen Polizei evakuiert. Die meisten Bewohner hatten den Ort bereits früher verlassen. Ein Großteil der 52 Familien fand eine vorübergehende Unterkunft in der Gemeinschaftssiedlung Nitzan.

### Kerem Atzmona
Kerem Atzmona, hebräisch כרם עצמונה, wurde am Tu biSchwat, dem Neujahrsfest der Bäume im Jahr 2001 direkt neben der Siedlung Bnei Atzmon gegründet. Kerem Atzmona war ein Außenposten. Sie wurde auf einen ehemaligen Weinberg (hebräisch Kerem) gegründet. Er lag auf einer Hochebene, ca. 60 Meter über dem Meeresspiegel. Die Siedlung wurde rechtlich von der israelischen Regierung nicht anerkannt.
Bei einem Attentat eines Palästinensers wurden in der Nacht vom 7. auf den 8. März 2002 fünf junge Israelis getötet und mindestens 23 zum Teil schwer verwundet worden. Bei den Todesopfern handelt es sich um Tal Kurtzvail aus Bnei Brak, Asher Marcus, Ariel Zana sowie Eran Pikar aus Jerusalem, alle 18 Jahre alt. Der Name des fünften Todesopfers ist noch nicht bekannt.
Die zuletzt 20 Familien wurden am 17. Februar 2005 von der israelischen Armee und der israelischen Polizei evakuiert. Die verbliebenen Gebäude wurden abgerissen.

### Kfar Jam
Kfar Jam, hebräisch כפר ים, war ein im Jahr 1983 gegründeter Außenposten. Die Siedlung wurde auf einem ehemaligen Feriendorf für Offiziere der ägyptischen Besatzungsarmee errichtet. Die zuletzt vier hier lebenden israelischen Familien, bestehend aus zehn Personen, wurden am 18. August 2005 nach passivem Widerstand evakuiert.

### Morag

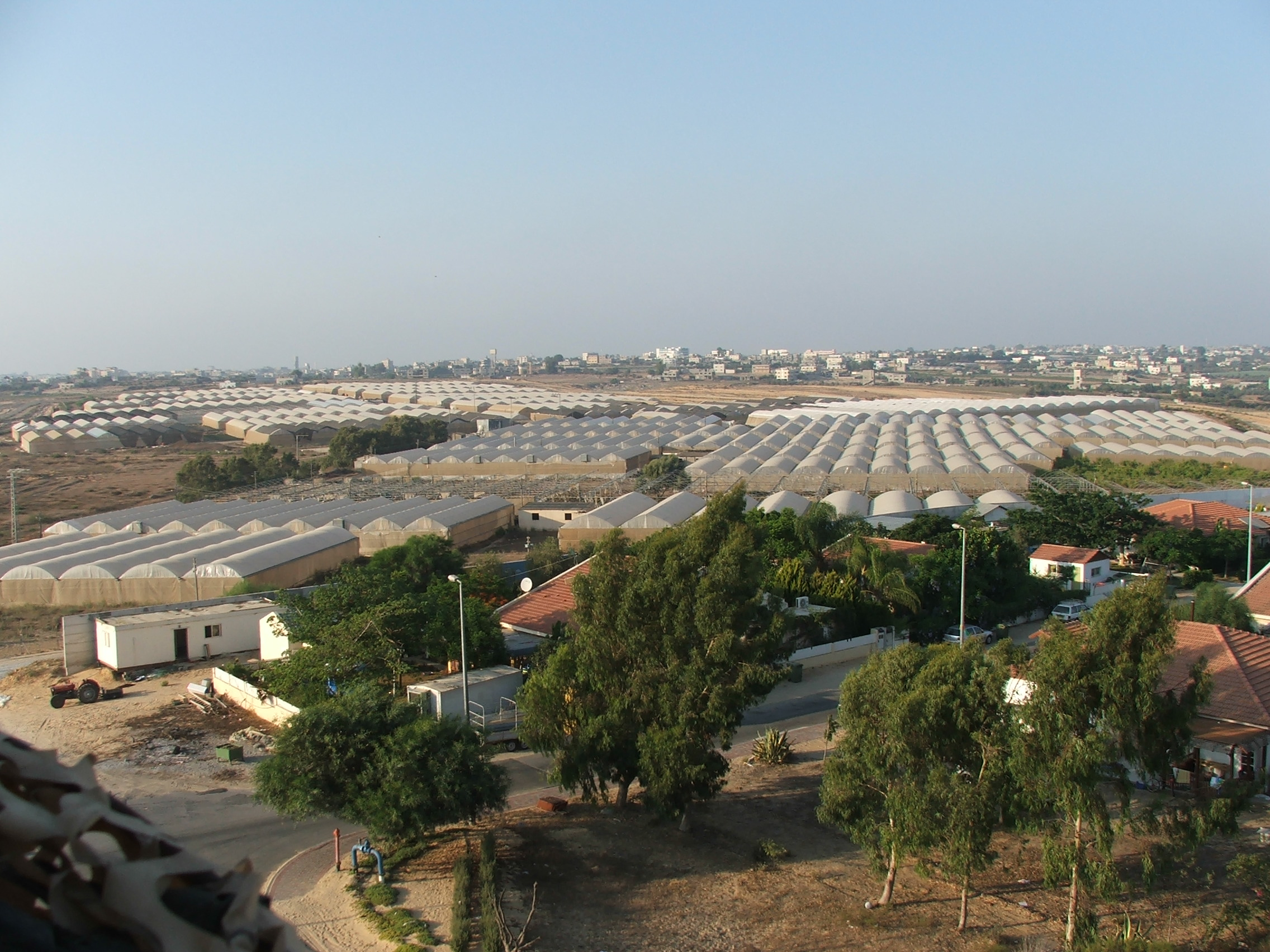
Der Moschav Morag

Morag, hebräisch מורג, wurde am 29. Mai 1972 von der Nachal gegründet. Im Jahr 1982 wurde die Ansiedlung in eine zivile landwirtschaftliche Siedlung umgewandelt. Die Bewohner verdienten ihren Lebensunterhalt in dem Moschav mit in Treibhäusern gezüchteten Blumen und Gemüse. Morag wurden am 17. August 2005 von der IDF und der israelischen Polizei geräumt. Zur Zeit der Evakuierung lebten dort etwa vierzig Familien mit etwa 200 Personen.

### Netzer Hazani
Netzer Hazani, hebräisch נצר חזני, wurde am 29. Mai 1973 von der Nachal gegründet. Im Februar 1977 wurde die Siedlung in einen Moschaw für orthodoxe Juden umgewandelt. Die Siedlung wurde benannt nach Ja’akov-Micha’el Chasani, dem damaligen Minister für Wohlfahrt und Soziale Dienste.
Die meisten Bewohner verdienten ihren Lebensunterhalt in der Landwirtschaft. In den 70er und 80er Jahren wurden hauptsächlich Blumen angebaut, in den 90er Jahren vermehrt Gemüse in Gewächshäusern.
Am 28. November 2001 wurde die 45-jährige Etty Fahima aus Netzer Hazani, als sie mit ihrem Auto hinter einem Schulbus auf der Straße zum Übergang Kissufim unterwegs war, von Palästinensern, die den Bus und andere Fahrzeuge unter Beschuss nahmen, erschossen.
Netzer Hazani wurden am 18. August 2005 gewaltsam von der IDF und der israelischen Polizei geräumt. Zu dieser Zeit war es die Heimat von 84 Familien mit mehr als 410 Personen.

### Pe'at Sadeh
Pe'at Sadeh, hebräisch פאת שדה, wurde im Jahr 1989 von einer Gruppe von Familien auf einer Militärbasis der israelischen Armee am südlichen Ende von Gusch Katif gegründet. 1993 erfolgte der Umzug auf einen benachbarten Hügel. In Pe'at Sadeh wohnten überwiegend orthodoxe Juden.
Der Name setzt sich zusammen aus Pe'a, das den Brauch bezeichnet, bei dem eine Ecke eines Feldes, Weinbergs oder des Obstgartens nicht abgeerntet und den Armen überlassen wird und Sadeh, hebräisch für Feld.
Die letzten 20 Familien, bestehend aus ca. 117 Menschen, wurden im August 2005 gewaltsam von Armee und Polizei im Rahmen des einseitigen Abzugsplans aus ihren Häusern vertrieben. Die Häuser und anderen Bauwerke der Siedlung wurden zerstört.

### Rafiach Jam
Rafiach Jam, hebräisch רפיח ים wurde im Jahr 1984 gegründet. Sie liegt am südlichen Ende des Siedlungsblocks, nur 200 Meter von der ägyptischen Grenze und unweit der palästinensischen Stadt Rafah.
Die Bewohner der Siedlung arbeiteten hauptsächlich in der Landwirtschaft. Als eine der wenigen nicht religiösen Siedlungen wurden die Kinder jeden Tag mit dem Bus zur Schule in der nahe gelegenen Regionalverwaltung Eschkol außerhalb des Gaza-Streifen gebracht.
In Rafiach Jam wohnten zuletzt 30 Familien, mindestens 150 Menschen. Die Bewohner wurde im August 2005 gewaltsam von der israelischen Armee und der israelischen Polizei evakuiert. Ihre Häuser und andere Bauwerke wurden zerstört und das Gebiet wurde aufgegeben.

### Schirat HaJam
Schirat HaJam, hebräisch שירת הים Gesang der See, wurde im Jahr 2001 gegründet. Sie lag an der Mittelmeerküste westlich von Newe Dekalim.
Etwa 15 Familien lebten in verlassenen Häusern und der Kaserne der ägyptische Armee aus der Zeit als der Gazastreifen von Ägypten besetzt war.
Am 18. August 2005 wurde Schirat HaJam friedlich durch die israelische Armee und die israelische Polizei evakuiert.
Die Bewohner des Dorfes blieben zusammen und wollten in Maskijot im Jordantal eine landwirtschaftliche Siedlung aufbauen. Da der Ausbau von Maskijot, einer ehemaligen Militärbasis noch nicht fertig war, zog die Gruppe in das angrenzende Chemdat.

### Selaw
Selaw, hebräisch שליו befand sich in der südwestlichen Ecke der Siedlungsblocks.
Die Siedlung wurde von der paramilitärischen Nachal im Jahre 1980 gegründet. Sie ist nach dem Vogel Wachtel benannt, den die Israeliten während der Wüstenwanderung beim Auszug aus Ägypten gegessen haben.
Die 12 Familien verließen ihre Häuser am 21. August 2005. Die Häuser wurden zerstört und das Gebiet wurde aufgegeben.

### Tel Katifa
Tel Katifa, hebräisch תל קטיפא wurde im Mai 1992 an der Küste des Mittelmeeres gegründet und befand sich am nordöstlichen Ende des Siedlungblocks. Tel Katifa ist nach der benachbarten Ausgrabungsstätte aus der Frühzeit der Kanaaniter benannt.
Nördlich von Tel Katifa lagen das palästinensische Dorf Dair al-Balah und ein kleiner Posten der israelischen Armee.
Die 20 Familien, insgesamt 156 Personen wurden am 17. August 2005 von der israelischen Armee und der israelischen Polizei evakuiert. Die Häuser wurden zerstört und das Gebiet wurde aufgegeben.

## Demografie
| Siedlung | Bedolach | Bnei Atzmon | Gadid | Gan Or | Ganei Tal | Katif | Kerem Atzmona | Kfar Jam | Morag |
| -------- | -------- | ----------- | ----- | ------ | --------- | ----- | ------------- | -------- | ----- |
| 1999     | 197      | 475         | 259   | 261    | 277       | 296   | –             | 10       | 142   |
| 2004     | 191      | 646         | 324   | 300    | 300       | 394   | 24            | 10       | 221   |

| Siedlung | Netzer Hasani | Newe Dekalim | Pe'at Sade | Rafiach Jam | Schirat HaJam | Selaw | Tel Katifa | Gesamt |
| -------- | ------------- | ------------ | ---------- | ----------- | ------------- | ----- | ---------- | ------ |
| 1999     | 301           | 2.230        | 750        | 127         | –             | –     | –          | 5.325  |
| 2004     | 369           | 2.636        | 1.120      | 122         | 40            | 50    | 60         | 6.807  |

Quelle für die Einwohnerangaben